# Tiassalé (departement)
Tiassalé är ett departement i Elfenbenskusten. Det ligger i regionen Agnéby-Tiassa, i den södra delen av landet, 110 km sydost om huvudstaden Yamoussoukro.